# Łęg Ręczyński
Łęg Ręczyński – wieś w Polsce położona w województwie łódzkim, w powiecie piotrkowskim, w gminie Ręczno.
W latach 1975–1998 miejscowość administracyjnie należała do województwa piotrkowskiego.
Jest ona położona około 20 km od Zalewu Sulejowskiego, nad czystą i płytką (średnio ok. 1 m) rzeką Pilicą z dużą ilością bobrów i ryb.